# Knud de Dinamarca

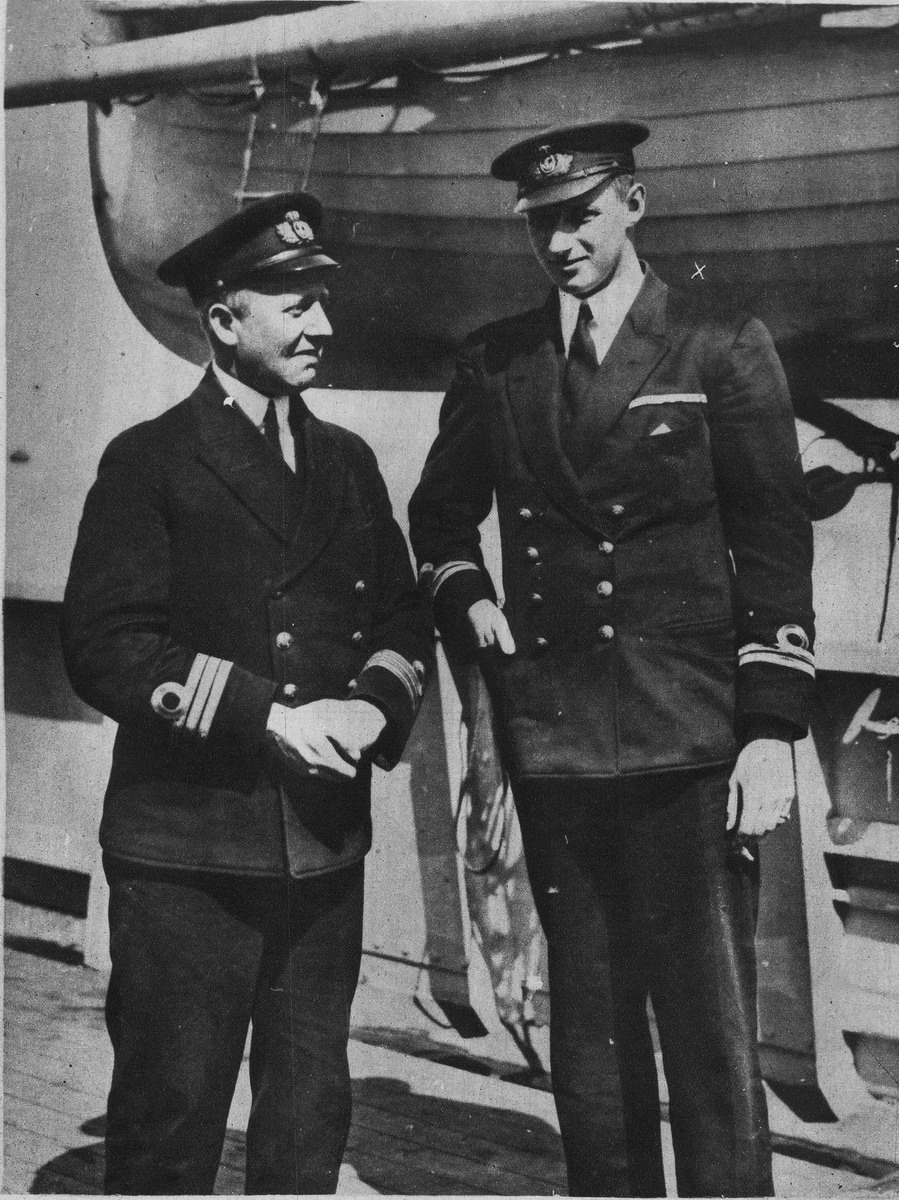
El príncep Knud de Dinamarca (dreta) a la seva visita a l'Exposició Internacional de Barcelona de 1929 (17-jul-1929)

Knud de Dinamarca, príncep de Dinamarca (Copenhaguen 1900 - 1976, Príncep de Dinamarca amb grau d'altesa reial des de 1900 fins a 1947 i de 1953 a 1976 essent príncep hereu de la corona danesa des de 1947 fins a 1953.
Segon fill i últim del rei Cristià IX de Dinamarca i de la duquessa Alexandrina de Mecklenburg-Schwerin. Era net per via paterna del rei Frederic VIII de Dinamarca i de la princesa Lluïsa de Suècia, per via materna ho era del gran duc Frederic Francesc III de Mecklenburg-Schwerin i de la gran duquessa Anastàsia de Rússia.
Es casà el 8 de setembre de 1933 al castell de Fredensborg amb la seva cosina la princesa Carolina Matilde de Dinamarca. La princesa era filla del príncep Harald de Dinamarca i de la princesa Helena de Schleswig-Holstein-Sondenburg-Glücksburg. La jove princesa era neta per via paterna del rei Frederic VIII de Dinamarca i de la princesa Lluïsa de Suècia i per via materna del duc Frederic Ferran de Schleswig-Holstein-Sondenburg-Glücksburg i de la princesa Carolina Matilde de Schleswig-Holstein-Sondenburg-Augustenburg. La parella s'establí a Dinamarca i tingueren tres fills:
- Elisabet de Dinamarca nascuda a Copenhaguen el 1935.
- El comte Ingolf de Dinamarca creat comte de Rosenborg arran del seu matrimoni morganàtic. Nasqué el 1940. Casat en dues ocasions, en primeres núpcies amb Inge Terney i en segones núpcies amb Sussie Hjorhoy Pedersen.
- El comte Cristià de Dinamarca, creat comte de Rosenborg arran del seu matrimoni morganàtic. Nasqué el 1942. Casat amb Anne Dorthe Maltoft-Nielsen.

El príncep fou declarat hereu al tron de Dinamarca l'any 1947 en el moment de l'ascensió al tron del seu germa el rei Frederic IX de Dinamarca i com a conseqüència que aquest únicament tenia tres filles. Malgrat tot, l'any 1953 el Parlament canvià les lleis de successió al tron del país per tal que la princesa Margarida de Dinamarca pogués ocupar el tron danès.